# 최길선
최길선(崔吉善, 1946년 2월 25일 - )은 현대중공업 대표이사 회장에 재직 중인 대한민국의 기업인이다. 본관은 탐진이며, 전라북도 군산시 출신이다. 조선업 분야의 전문 경영인이다.

## 학력
- 1964년, 군산고등학교 졸업
- 1969년, 서울대학교 조선공학과 학사
- 1970년, 육군공병학교 졸업
- 1970년, 육군보병학교 졸업

## 경력
- 1969년 ~ 1972년 : 전주제지(주) 근무
- 1972년 : 현대중공업 입사
- 1984년 : 현대중공업 생산기획담당 이사
- 1986년 : 현대중공업 조선사업본부 상무
- 1990년 : 현대중공업 조선사업본부 전무
- 1992년 : 한라중공업 조선사업본부장 부사장
- 1997년 ~ 2000년 : 한라중공업 조선담당 대표이사 사장ㆍ현대미포조선 고문
- 2001년 3월 ~ 2004년 : 현대중공업 대표이사 사장
- 2003년 3월 ~ 2005년 3월 : 한국조선공업협회 회장
- 2004년 3월 : 현대미포조선 대표이사 사장
- 2005년 12월 ~ 2009년 11월 : 현대중공업 대표이사 사장[1])
- 2009년 2월 ~ 2015년 2월 : 한국플랜트산업협회 회장
- 2009년 3월 ~ 2009년 12월 : 한국조선협회 회장
- 2011년 3월 : 군산대학교 석좌교수
- 2013년 11월 ~ 2014년 8월 : 관동대학교 산학협력 부총장
- 2014년 9월 : 가톨릭관동대학교 에너지자원플랜트공학부 석좌교수
- 2014년 ~ 2016년 11월 : 현대중공업 대표이사 회장
- 2016년 11월 ~ 2017년 11월 : 현대중공업 회장